# José Hernández (football)
Pour les articles homonymes, voir José Hernández.
José Hernández est un footballeur vénézuélien né le 26 juin 1997 à Caracas. Il évolue au poste d'arrière gauche à La Equidad.

## Carrière
- 2014-... : Caracas FC ( Venezuela)

## Palmarès
- Finaliste de la Coupe du monde des moins de 20 ans en 2017 avec l'équipe du Venezuela des moins de 20 ans
- Troisième du Championnat sud-américain des moins de 20 ans en 2017 avec l'équipe du Venezuela des moins de 20 ans